# Округ Чероки (Џорџија)
Округ Чероки (енгл. Cherokee County) је округ у америчкој савезној држави Џорџија.

## Демографија
По попису из 2010. године број становника је 214.346, што је 72.443 (51,1%) становника више него 2000. године.
| Група             | 2000.           | 2010.           |
| Белци             | 127.618 (89,9%) | 174.243 (81,3%) |
| Афроамериканци    | 3.525 (2,5%)    | 12.117 (5,7%)   |
| Азијати           | 1.141 (0,8%)    | 3.538 (1,7%)    |
| Хиспаноамериканци | 7.695 (5,4%)    | 20.566 (9,6%)   |
| Укупно            | 141.903         | 214.346         |